# Кампителло-ди-Фасса
Кампите́лло-ди-Фа́сса (итал. Campitello di Fassa, ладинск. Ciampedel / Ciampedèl) — коммуна в Италии, располагается в провинции Тренто области Трентино-Альто-Адидже.
Население составляет 740 человек (2008 г.), плотность населения составляет 29 чел./км². Занимает площадь 25 км². Почтовый индекс — 38031. Телефонный код — 0462.
Покровителями коммуны почитаются святые апостолы Филипп и Иаков Младший, празднование 11 мая.

## Демография
Динамика населения:

## Администрация коммуны
- Официальный сайт: